# Madeleine
Kvinnonamnet Madeleine är en fransk form av Magdalena som använts i Sverige sedan slutet av 1700-talet och betyder "från Magdala". Magdala var en by nära havet av Galiléen som betyder "tornet" på hebreiska. Försvenskade former är Malena och Malin.
Madeleine började öka i popularitet redan på 1950-talet och blev ett modenamn någon gång på 1970-talet. I slutet av 1980-talet nådde modevågen sin kulmen och nu faller namnet allt snabbare nedför listan. 31 december 2009 fanns det totalt 21 768 personer i Sverige med förnamnet Madeleine, varav 11 744 med det som tilltalsnamn. Därtill kommer ytterligare kvinnor med annan stavning (Madelein, Madelene, Madelen, Madeléne och Madelén). 31 december 2009 fanns det totalt 10 864 personer med annan stavning, varav 6 314 med det som tilltalsnamn. År 2003 fick 435 flickor namnet, varav 128 fick det som tilltalsnamn.
Namnsdag i Sverige: 22 juli, sedan 1986. I den finlandssvenska namnsdagslängden har Madeleine namnsdag 22 juli sedan 2005.

## Personer med namnet Madeleine
- Madeleine, svensk prinsessa

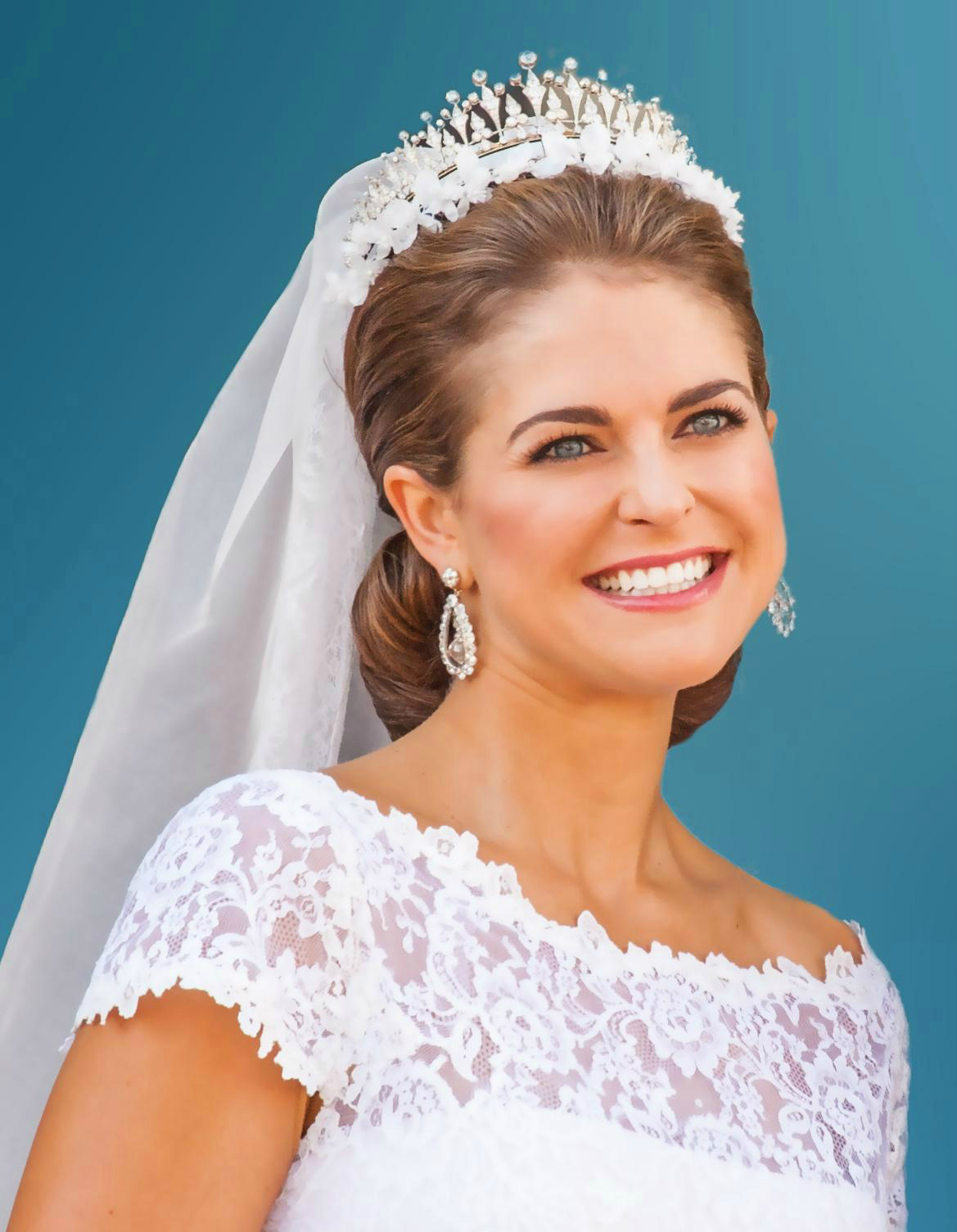
Prinsessan Madeleine på sin bröllopsdag 8 juni 2013.

- Madeleine Albright, amerikansk utrikesminister
- Madeleine Béjart, fransk skådespelerska
- Madeleine Boullogne, fransk målare
- Madeleine Brès, fransk doktor.
- Madeleine Carroll, brittisk skådespelerska
- Madeleine Gustafsson, författare och översättare
- Madeleine Leijonhufvud, professor i straffrätt
- Madeleine L'Engle, amerikansk författare
- Madeleine McCann, försvunnen
- Madeleine Peyroux, amerikansk jazzsångerska
- Madeleine de Puisieux, fransk författare och feminist
- Madeleine Pyk, konstnär
- Madeleine de Scudéry, fransk författare
- Madeleine Sjöstedt, politiker (fp)
- Madeleine Stowe, amerikansk skådespelerska

## Fiktiva figurer med namnet Madeleine
- Madelene Olsson, Bert-serien, Berts mamma